# Lissonanchus
Lissonanchus is een monotypisch geslacht van straalvinnige vissen uit de familie van schildvissen (Gobiesocidae). Het geslacht is voor het eerst wetenschappelijk beschreven in 1966 door Smith.

## Soort
- Lissonanchus lusheri Smith, 1966